# فيكتور كولوتوف
فيكتور كولوتوف، من مواليد 3 يوليو 1949، وتوفي في 3 يناير 2000، لاعب كرة قدم سوفيتي سابق، ومدرب كرة قدم أوكراني سابق.
لعب مع منتخب الاتحاد السوفيتي لكرة القدم.

## روابط خارجية
- فيكتور كولوتوف على موقع الاتحاد الأوربي (الإنجليزية)
- فيكتور كولوتوف على موقع قاعدة بيانات كرة القدم.إي يو (الإنجليزية)
- فيكتور كولوتوف على موقع ناشيونال فوتبول تيمز (الإنجليزية)
- فيكتور كولوتوف على موقع عالم كرة القدم.نت (الإنجليزية)
- فيكتور كولوتوف على موقع أوليمبيديا (الإنجليزية)